# ITunes Store
iTunes Store（アイチューンズ・ストア）とは、Appleが運営している音楽配信、動画配信、映画配信・レンタル、アプリケーション提供などを行うコンテンツ配信サービスである。

## 概要
同社のソフトウェアであるiTunesやミュージックを用いてApple Accountを作成し、楽曲の購入・ダウンロードを行う。デジタル著作権管理機能を使用し、2003年4月28日にiTunes Music Store（iTMS, アイチューンズミュージックストア）として発表されたこのサービスは、同社製のデジタルオーディオプレーヤーであるiPodの一部サービスとして注目を集めた。
発表にあたり、当時のAppleのCEOであるスティーブ・ジョブズは「我々は違法ダウンロードと戦う。訴えるつもりも、無視するつもりもない。競争するつもりだ」と発言し、実際にP2Pによる違法ダウンロードに匹敵する人気を持つサービスとなった。
当初はiTunes Music Storeという名前が示す通り音楽配信のみだったが、のちに映画やミュージックビデオ、テレビ番組、Podcast、iPod向けゲーム、iPhone・iPod touch・iPad向けアプリケーション配信、映画レンタルなど、さまざまなサービスを提供するようになった。2010年11月からはiTunes Store Japanでも映画配信が開始された。ただし、テレビ番組の配信は、米国や一部のヨーロッパ地域に限られているほか、App Storeに特化した国家や地域も多い。
iTunes Storeは2010年代前半に最盛期を迎えたが、2015年に「Apple Music」のサービスが提供開始されてからはiTunes Storeにおける音楽配信は下火となり、2019年ごろより映画の配信には「Apple TV」ブランドが使われるようになるなど、2010年代後半を通じて「iTunes Store」の名称は表舞台から姿を消しつつある。

## 沿革
もともとは、米国に支払い住所があるクレジットカードを保有するMac OS Xユーザだけがこのサービスを利用することができたが、AppleのCEOのスティーブ・ジョブズは、Microsoft Windowsおよび米国外のユーザの両方をサポートする計画を発表した。iTunesのWindowsバージョンおよびiTunes Music StoreからのWindowsプラットフォーム向けサポートはすぐに可能になると2003年10月16日に発表された。
- 2004年6月15日、iTunes Music Storeがフランス、ドイツ、イギリスで開始。曲はフランスおよびドイツ向けに0.99ユーロ、イギリス向けに79ペンスの値段がつけられた。ヨーロッパのiTunes Music Storeでは45万曲がイギリスで販売されるとともに、1週間に合わせて総計80万曲を販売した[4]。
- 2004年10月26日に大規模なEUでのストア拡張が行われ、オーストリア、ベルギー、フィンランド、ギリシャ、イタリア、ルクセンブルク、オランダ、ポルトガル、スペインの9か国で、2005年1月6日にアイルランドで開始。これら10か国では1曲0.99ユーロで販売され、すべての国のストアで同じカタログを共有し、曲はすべて英語のものとなっている。フランス、ドイツ、米国、イギリスのストアではそれぞれの国向けにローカライズされ、各国ごとに異なるカタログを持っている。
- 2004年12月3日、カナダで開始（1曲0.99カナダドルで販売）。
- 2004年11月18日、日本経済新聞はApple Computerが10万曲[5]とともに2005年3月に日本でiTunes Music Storeを立ち上げるだろうと報道した。
- 2005年5月10日、ノルウェー、スウェーデン、スイス、デンマークで配信開始。
- 2005年6月7日、日本経済新聞は日本版iTunes Music Storeが8月に開始されると報じたが、それに対してApple Computerは「この話は完全に間違いである」と声明を出した[6]。Appleは2005年末にiTunes Music Storeを開始するために準備している状態だと主張した。
- 2005年7月14日、エイベックスのプレスリリースで、Apple Computer全額出資子会社であるiTunes株式会社[7]とエイベックス・グループのエイベックス・ネットワーク株式会社との楽曲提携合意が発表された。
- 2005年8月4日、日本での配信開始。レコード会社15社と提携し100万曲を用意、全体の90%を1曲150円、残りの10%を1曲200円で販売。
  - 日本でのサービス開始が遅れた主な理由としては、デジタル著作権管理システム「FairPlay」が、楽曲のCD-Rへの書き込みを禁止していないことが、国内のレコード会社によるコピーコントロールCDの展開と矛盾する点、またそれまでの日本国内での音楽配信の販売の平均的な価格に比べて、標準価格が安い点を一部のレコード会社が問題としたことなどが挙げられている。
- 2005年10月13日、アニメーションやミュージック・ビデオなどの動画の販売を開始。
- 2005年10月25日、オーストラリアで開始（1曲の価格は1.69オーストラリアドル）。配信価格の値上げを求めているソニー系のレコード会社は日本と同様に参加を保留していたが、2006年1月17日に参加した。
- 2006年9月12日、米国内で映画配信サービスを開始することを発表した（iTunes Movie Store）[注釈 1]。またiPod用ゲームの販売も開始、それにともない同日より名称を現在のiTunes Storeに変更した。
- 2006年12月6日、ニュージーランドで開始（1曲1.79ニュージーランド・ドルで販売）。
- 2007年4月2日、EMIと共同でDRMなしの256kbpsのAACファイルを1曲1.29ドル（アルバムは従来と同価格）とDRMなしのミュージックビデオを2007年5月より販売する予定であると発表した[8]。また、EMIは今後iTunes Store以外でもDRMなしで音楽配信サービスへ供給すると発表した。
- 2007年9月5日、iTunes Wi-Fi Music Storeのスタートを発表した。これによって無線LAN環境下であれば、iPhoneやiPod touchといったWi-Fi対応モデルを使って、直接楽曲を購入することが可能になる（レコード店内でのダウンロード購入による競合を嫌ったレコードレーベル側の抵抗により、3G環境下での対応は実現できなかった）。また、iPhone対応のカスタムリングトーン（最長30秒、1曲0.99ドルの追加料金で作成可能）の提供も発表した[9]。
- 2008年1月15日、iTunes Store内で映画のレンタルサービス「iTunes Movie Rental」を開始すると発表。レンタルしてから30日間経過すると、コンピュータから動画ファイルが自動的に削除される仕組みになっている。通常のSD解像度のバージョンに加え、HDのバージョンもある。
- 2008年7月10日、iPhone・iPod touch向けのアプリケーション提供を行う「App Store」が開設された。MacおよびWindowsではApp StoreはiTunes Store内の一カテゴリーという扱いだったが、iPhone・iPod touch上では「App Store」は「iTunes Store」とは独立したアプリケーションであった。
- 2009年1月6日、すべての楽曲を256kbps AAC DRMフリーのiTunes Plusで（800万曲を即日、残りの200万曲を3月末から）提供、4月から69セント・99セント・1.29ドルの価格体系で提供、iPhone 3Gの3Gネットワークで楽曲のダウンロード購入ができるようになると発表（レーベル側の許諾が得られたのは2009年3月現在米国のみ）[10]。
- 2010年11月16日、Apple、EMI、アップル・コアの3社がiTunes Storeでザ・ビートルズの楽曲を配信開始したと発表[11]（アップル対アップル訴訟も参照）。
- 2011年10月12日、iCloudのサービス開始にともない、iTunesの購入楽曲の他端末自動ダウンロード機能「iTunes in the Cloud」、有料オプションの楽曲マッチングサービス「iTunes Match」を北米で開始。
- 2012年2月22日、日本国内において全楽曲をiTunes Plusで配信を開始。同時にソニー・ミュージック系列の世界規模アーティストの一部楽曲の日本での配信や、ビートルズの楽曲を使用した着信音・通知音の世界独占配信、iTunesに最適化された楽曲「Mastered for iTunes」の配信を開始[12]。
- 2012年11月7日、ソニー・ミュージック系列の主要邦楽アーティストの楽曲配信を開始。これにより、日本でのサービス開始から7年かかって、日本の主要音楽レーベルが出揃うこととなった[13]。
- 2013年9月18日、インターネットラジオサービス「iTunes Radio」を北米で開始。
- 2014年5月2日、「iTunes Match」のサービスを日本で開始[14]。
- 2015年6月30日、「Apple Music」のサービスを世界で提供開始。この後、Apple Musicの普及とともに徐々にiTunes Storeでの音楽購入は下火となっていく。
- 2017年9月12日、iTunes バージョン12.7よりiTunes Storeから「App Store」の機能が削除され、iOS向けのアプリケーションはiOS上の「App Store」アプリケーションからのみ入手可能になった。
- 2019年10月7日、「macOS Catalina」の登場とともにiTunesアプリケーションは「ミュージック」「TV」などの独立したアプリケーションとなった。「ミュージック」ではApple Musicの利用が主となり、iTunes Storeは初期状態では非表示とされ、ユーザが設定を変更しなければアクセスできなくなった。「TV」ではこれまでのiTunes Storeと同様に映画の購入が行えるが、iTunes Storeという名称は用いられなくなった。

## 日本での展開
日本では、著作権保護のコピーガードやレコード会社の契約などの問題により、サービス開始が危ぶまれていたが、本国である米国に遅れること約2年、2005年（平成17年）8月4日よりサービスが開始され、世界的に展開するEMIミュージック・ジャパン（現・ユニバーサル ミュージックLLC Virgin Musicレーベル、当時は東芝EMI）などの外国資本の音楽会社と、日本国内資本のエイベックスなどの大手レコード会社および複数のインディーズ・レーベルにより楽曲が提供されてスタートを切り、サービス開始4日間で100万ダウンロード突破とアナウンスされるなど、歓迎ムードで迎えられた。なお、日本国内でのiTunes Storeの運営は、米Apple Inc.の子会社であるiTunes株式会社が行っている。
開始からしばらくは参加していないレコード会社がいくつか存在していたが、2006年（平成18年）10月にBMG JAPAN（現・ソニー・ミュージックレーベルズ アリオラジャパンレーベル）およびアップフロントワークスが、2007年（平成19年）6月にワーナーミュージック・ジャパンが、それぞれiTuens Storeでの楽曲提供を開始した。
サービス開始から長らく楽曲提供を見送っていたソニー・ミュージックエンタテインメント（SME）も、主要な洋楽アーティストは2012年（平成24年）2月22日、主要な邦楽アーティストは2012年11月7日より楽曲提供を開始し、7年をかけてiTunes Storeに日本における4大レコード会社が出揃うこととなった。
iTunes Storeの最盛期にはiTunes Store限定での楽曲配信やアルバム一括購入によるミュージックビデオなどの独自特典の添付のほか、CDの店頭販売よりもiTunes Storeで楽曲が先行配信されるミュージシャンも多く、新たな市場として成立している。
2012年（平成24年）2月22日からは、全楽曲が「iTunes Plus」となり、デジタル著作権管理（FairPlay）も撤廃された。それまでは多くの楽曲が128kbpsのDRMつきで提供されてきたが、今後は256kbpsのDRMなしで提供されるため、これによりiTunes販売楽曲の音質が大幅に向上するほか、DRMが撤廃されることで利便性も大きく高まる。一方でiTunes Plusの全面導入を境に、1曲あたりの配信価格が最大250円に値上げされ、ほかの音楽配信サイトもiTunes Storeに付随する形で、同様の価格値上げを実施した。
なお、規模は劣るが事務所別で見てみると、嵐などが所属するジャニーズ事務所所属のアーティストは、所属レコード会社を問わず、原則iTunes Storeに参加していなかったが、2019年11月3日午前11時より、嵐のシングル曲全65曲の配信を開始した。また、サザンオールスターズ、福山雅治などが所属するアミューズもかつては原則として参加していなかったものの、DRM撤廃と前後してA-Sketch所属アーティスト（flumpool、ONE OK ROCK）など一部が参加しはじめ、2013年6月のPerfumeを皮切りに、2014年（平成26年）12月17日には、サザンオールスターズが全楽曲を配信し、ほとんどのアーティストが段階的に配信を始めた。
2010年（平成22年）11月11日に、映画配信サービスを開始した。主にレンタル方式が中心であるが、一部は販売方式でも配信されている。多くのハリウッドメジャーや日本の主要映画会社から約1,000本以上の映画が提供されてスタートした。
ソニー・ピクチャーズに関しては、音楽と同様に当初は不参加であったが、2010年（平成22年）12月16日より映画の提供を開始。ソニーのコンテンツが日本のiTunes Storeで配信されるということで、インターネットや新聞などでも大きく取り上げられた（ただし、10月19日にiOS用公式アプリをリリースしていた）。また、当初はレンタルのみで扱われていた作品が、販売方式でも配信されることも増えている。
2016年（平成28年）8月17日より、iTunes Store、App Store、Apple Music、iBooksが日本の大手通信キャリアのau（KDDI・沖縄セルラー電話連合）が提供するau端末の月額料金と合算して支払える「auかんたん決済」を利用した決済に正式対応となった（日本の大手通信キャリアとしては史上初。ただし法人契約者は対象外）。

### シェア
日本の音楽配信市場は、主にレコチョクが提供するフィーチャーフォン向けの着うたフルが多数を占める（2011年度は81%）という特徴があり、iTunes StoreはCDなども含めた音楽市場全体の金額シェアで考えると5%に満たず、諸外国に比べ低いシェアとなっている。
諸外国に比べ日本でのiTunes Storeのシェアが低い理由の一つとして、日本独自のレンタルCD店の普及が挙げられることがある。
また、配信されている楽曲数こそ増えてはいるものの、配信形式はiTunes Plus（AAC256kbps）から大きく変わっておらず、2010年代以降は他社のサービスでハイレゾ音源の配信が開始され、非圧縮音源ないしロスレスでの音楽再生がデファクトスタンダードになったことで、iTunes Storeが時代遅れのサービスに成り下がったこともシェアが低い要因になっている。

### 代金請求についての問題
iTunes Storeの利用者が心当たりのない代金の請求を受けた事例が、2009年（平成21年）4月以降、消費生活センターなどに43件寄せられており、2010年（平成22年）2月12日消費者庁が注意を喚起するとともに、2月17日・19日付で消費者庁が運営会社の「iTunes（株）」や社団法人日本クレジット協会に対して照会を発している。これについては、3月4日付で同社より回答があったが、内容が不十分として、同日付で3月12日までに詳細な回答を求める質問状が再度同社へ出された。

### 違法配信についての問題
2010年1月、iTunes StoreでPerfumeのアルバム『GAME』が違法配信されていることが判明した（Perfume所属のアミューズは前述の備考通り当時日本のiTunes Storeに参加していなかった）。Copyright表記がCDの販売元のTokuma JapanではなくTukuma Japanであったこと、一部楽曲が本来のものではないことから事態が判明した。これを受け徳間ジャパンコミュニケーションズ（以下徳間ジャパン）はAppleに対し調査を要請した結果、海外のレーベルが徳間ジャパンの許諾を受けずに配信したものと判明した。徳間ジャパンは法的措置も検討しており、Appleの音楽配信に対する審査体制への疑問が投げかけられることとなった。

## 特徴および制限
ブラウズ
統合音楽管理ソフトiTunes内の専用ブラウザから利用する。なお、ペアレンタルコントロールによって、「iTunesは使えてもiTunes Storeは利用できない」ように設定することも可能である。
シェア
2006年9月時点、米国における合法音楽ダウンロード販売サービス市場で70%を超えるシェアを占める。
ラインナップ・参加レーベル
2007年5月現在、米国版では500万以上、日本版では400万以上の曲が発売されている。これはAppleと4つの主要なレコード会社、EMI、ソニーBMG、ユニバーサル、ワーナー・ミュージック・グループとの取引の成果であり、600以上のインディーズ・レーベルも含まれる。iTunes Storeでは ボブ・ディラン、U2、エミネム、シェリル・クロウ、スティングなど20以上のアーティストからの独自曲を含むさまざまな楽曲が提供されている。
顧客アカウント
iTunesのアカウントは国家ごとに異なり、取得可能なアカウントは顧客の住所によって決まる（iTunesの表示言語とは関係ない）。
購入方法
クレジットカードで決済するか、もしくはAppleが販売しているプリペイドカード（iTunes cardといい、金額は1,500円分・3,000円分・5,000円分・10,000円分・バリアブルカードがある）を購入し、そこから支払う。プリペイドカードには番号が記載されており、その番号をiTunesに入力すると自分のアカウントに入金される。ちなみに、プリペイドカードは購入時にレジで専用のバーコードを読み取る必要があり、万引きなどで不正に入手したプリペイドカードは使えない。また、プリペイドカードは、発行国のiTunes Storeでしか認識されない。
対応OS
2023年6月時点での対応OSは、
- iOS 10.0以降, iPadOS 13以降, tvOS 9以降のミュージックアプリ[31][32]

- macOS バージョン 10.11.4以降 - iTunes for Mac 12.8.2[33]
  - macOS Catalina以降にはiTunesは存在しないが、代わりのミュージックアプリでiTunes Storeが利用できる[34]。
- Windows 10 - Apple Music, iTunes for Windows[35]

- Android 5 - Apple Music App[36]

過去の対応OS
Mac OS X v10.3.9以降、32bit版Windows XP SP2以降、32bit/64bit版Windows VistaおよびWindows 7、Windows 8（RTは除く）、iTunes Mobileを搭載した携帯電話、iOS。
音楽の試聴
すべての楽曲で90秒間（曲全体が90秒以下の場合はすべて）のストリーミング試聴が可能。回数は無制限だが、保存は不可。他国のiTunes Storeの音楽も試聴可能。
音楽フォーマット
ビットレート256kbpsのAAC形式で、拡張子はm4a。以前は後述するFairPlayで保護された128kbpsのAAC（拡張子はm4p）が使用されていた。
アルバム・アートワーク
iTunes Storeで音楽ファイルを購入すると、アルバム・アートワークも自動的にダウンロードされる。アートワークのサイズは、基本的には1500×1500や1200×1200であるが、配信開始時期が古いものでは600×600のものも存在する（いずれもマキシシングル・アルバム作品の場合）。
iTunes Plus
現在、すべての楽曲がDRMフリーで販売されている。このサービスはiTunes Plusと称され、ビットレートも256kbpsに向上しているほか、購入者のApple Account（メールアドレス）が埋め込まれる以外はコピーフリーであり、AACに対応したプレーヤであれば直接再生が可能である。MP3に変換することもできる。拡張子はm4a。また、すでに購入した楽曲でもiTunes Plusに対応した楽曲であれば0.30ドルの手数料を支払うことでアップグレードできるようになっている（ライブラリアップグレード）。2007年5月末のサービス開始当初は、購入済み楽曲の一括アップグレードのみであったが、2009年1月末からは楽曲やアルバム単位での個別アップグレードが可能となった。
動画フォーマット
2005年10月13日に2000以上のミュージックビデオ、6つの ピクサー・アニメーション・スタジオのショートアニメーション、そして5つのTV番組（米国のみ）を各エピソード300円（1.99米ドル）で販売を開始した。動画部分はH.264形式、音声部分はAAC形式。音楽同様FairPlayで保護されてコンテナされている。開始当初はQVGA解像度（320x240画素）であったが、2006年9月12日より映画配信の開始とともに従来のコンテンツも含め、QVGAの4倍のVGA解像度（640x480画素）に変更した。音声のサンプリングレートは44.1kHz、ビットレートは128kbps。拡張子はm4v。なお、音楽とは異なり、DVDなどに映像として記録することはできない。
FairPlay
購入したファイルは、前述のiTunes Plusを除き、Appleのデジタル著作権管理技術であるFairPlayで保護される。iPodへの無制限の転送、CDへの無制限の書き込み（同一プレイリストを使用しての書き込みは7回まで）、ファイルを購入したアカウントでの認証を行うことで、LANを介して最大5台のコンピュータで音楽を共有（ファイルを保存してあるサーバ役のコンピュータからストリーミング再生するため、保存は不可）、さらにファイル自体の複製は無制限に行うことができる。この非常に柔軟なコピーガードは、iTunes Store登場以前の音楽配信サービスでは考えられなかったことで、その低価格さと相まって、開始当初は非常に注目された。

オーディオブックのフォーマット
国内外の小説および落語やNHKラジオ深夜便などのオーディオブックが提供されている。保護されたAAC形式、ビットレートは32kbps。拡張子はm4p。それぞれ90秒の試聴ができるようになっている。Audible形式。
カタログ
オーディオブックを含む150万ファイル以上；（開始当初は約20万ファイル）
便利な機能
ギフト証書及びギフトカードのプレゼント、Allowance（未成年のための制限された購入用アカウント）、iMix（ユーザーが作成するプレイリスト）、ポッドキャスティング、ビルボード・チャート、ラジオ・チャート、パワーサーチ（詳細検索）、ミュージックビデオおよび映画予告編。
App Store
iPhoneとiPod touch、iPad向けのアプリケーションソフトウェア配信サービス。2009年7月14日の時点で、65,000本以上のラインナップ。
iTunes Originals
iTunes Store限定で配信されているコンピレーション・アルバムシリーズ。このコンピレーション・シリーズの最大の特徴は、曲と曲の間にメンバーによる曲の解説やメッセージが収録されている点である。中にはこのアルバムのみ収録のバージョンなどもある。新譜が出るのは不定期で、一定しないものである。

## 利用可能な国および地域
| 開始時期   | 国・地域 |
| ---------- | --- |
| 2003年4月  | アメリカ合衆国 |
| 2004年6月  | フランス ドイツ イギリス |
| 2004年10月 | オーストリア ベルギー フィンランド ギリシャ イタリア ルクセンブルク オランダ ポルトガル スペイン |
| 2004年12月 | カナダ |
| 2005年1月  | アイルランド |
| 2005年5月  | ノルウェー スウェーデン デンマーク スイス |
| 2005年8月  | 日本 |
| 2005年10月 | オーストラリア |
| 2005年12月 | ニュージーランド |
| 2009年8月  | メキシコ |
| 2011年9月  | ブルガリア キプロス チェコ エストニア ハンガリー ラトビア リトアニア マルタ ポーランド ルーマニア スロバキア スロベニア |
| 2011年12月 | アルゼンチン ブラジル ボリビア チリ コロンビア コスタリカ ドミニカ共和国 エクアドル エルサルバドル グアテマラ ホンジュラス ニカラグア パナマ パラグアイ ペルー ベネズエラ |
| 2012年6月  | ブルネイ カンボジア 香港 ラオス マカオ マレーシア フィリピン シンガポール スリランカ 台湾 タイ ベトナム |
| 2012年12月 | アンギラ アンティグア・バーブーダ アルメニア アゼルバイジャン バハマ バーレーン バルバドス ベラルーシ ベリーズ バミューダ ボツワナ ブルキナファソ イギリス領ヴァージン諸島 カーボベルデ ケイマン諸島 ドミニカ国 エジプト フィジー ガンビア ガーナ グレナダ ギニアビサウ インド インドネシア イスラエル ヨルダン カザフスタン ケニア キルギス レバノン モーリシャス ミクロネシア連邦 モルドバ モンゴル モザンビーク ナミビア ネパール ニジェール ナイジェリア オマーン パプアニューギニア カタール ロシア セントクリストファー・ネイビス サウジアラビア 南アフリカ共和国 エスワティニ トリニダード・トバゴ トルコ タジキスタン トルクメニスタン ウガンダ ウクライナ アラブ首長国連邦 ウズベキスタン ジンバブエ |
| 2015年9月  | 中国 |

- 楽曲がダウンロード可能な地域のみ記載
- 利用するには、原則として上記の国および地域に住所がなければならない。特定のコンテンツ目当てに住所を偽るケースもあるが、これは規約違反としてアカウント停止の対象となる。

## 市場シェアおよびマイルストーン
ストアはこの最初の18時間に約275,000曲、またこの最初の週に1,000,000曲以上を販売した。Windows版のリリース時には、最初の3日間で1,000,000回以上のダウンロードがあり、1,000,000曲以上がその周期で販売された。12月15日に、Appleは4月に立ち上がって以来2500万曲を販売したと発表した。
- 2004年3月15日、AppleはiTunes Music Storeの顧客がiTunes Music Storeから5,000万曲の購入およびダウンロードされたと発表した。5000万曲目はサラ・マクラクランによる "The Path of Thorns" であった[37]。
- 2004年4月28日に、iTunes Music Storeは1周年を迎えた。この時点での販売は7,000万曲[38]。
- 2004年7月1日に、Appleは9,500万曲目の販売以降10万曲目ごとに購入者へiPodをプレゼント（総計50台）し、1億曲目の購入者にはPowerBook、iPod、および1万ドル相当のiTunes Music Storeクーポン券が贈られると発表した。10日後の7月11日、Appleは1億曲がiTunes Music Storeを通して販売されたと発表した。1億曲目はカンザス州ヘイズに住むKevin Brittenによって購入されたZero 7の "Somersault (Dangermouse Remix)" だった。彼はスティーブ・ジョブズからの祝福の電話を受け、また賞品の第3世代40GBiPodには感謝のメッセージがレーザー刻印されていた。
- 2005年1月24日、iTunes Music Storeは世界的に2.5億曲を販売した。
- 2005年3月2日、iTunes Music Storeは3億曲が販売された[39]。
- 2005年5月10日、Appleは4億曲以上を売り上げたと発表した。
- 2005年7月5日、Appleは5億曲目へのカウントダウンを行うと発表した。5億曲目に至るまで、10万曲目ごとの顧客にはiPod miniおよび50曲分のギフトカードを、5億曲目の曲をダウンロードした人へは10台のiPod、1万曲分のギフトカード、10枚の50曲分のギフトカードおよびコールドプレイのツアーのチケット4枚が進呈される。12日後の7月17日にAppleは5億曲が販売されたと発表した。5億曲目はインディアナ州ラファイエット市のAmy Greerが購入したフェイス・ヒルの "Mississippi Girl" だった。
- 2005年8月4日のiTunes Music Storeの日本での開店の発表で、Appleの最高経営責任者（CEO）であるスティーブ・ジョブズは「今までに5億曲、1日150万曲を販売し、米国でのシェアは82%を超えている最大の音楽配信サービス」と語った。またこれに触発されて、moraなどの国内の音楽配信サービス会社も1曲150 - 200円程度へと価格改定を発表した[40]。
- 2005年8月9日に、開店後4日間の間に日本のiTunes Music Storeで売れた曲数は100万曲であると発表した[41]。
- 2006年2月24日にダウンロード数10億曲達成。10億曲目はミシガン州ウェストブルームフィールドに住むAlex Ostrovskyがダウンロードしたコールドプレイの "Speed of Sound" だった。Ostrovskyには20インチ液晶を搭載したiMacと第5世代60GB iPod、1万ドル分のiTunes Music Storeギフトカードが贈られ、また、ジュリアード音楽院にOstrovskyの名前を冠した奨学金制度が創設された。
- 2006年12月ごろより、iTunes Storeへのアクセス負荷が増大する。理由として、12月にクリスマスプレゼントなどでiPodおよびiTunesギフトカードを入手したユーザーによりアクセス負荷が増大していたことが発表された。同月中にサーバ強化を行い、多少の負荷が軽減された。
- 2007年1月9日にAppleは累計で、音楽20億曲以上、テレビ番組5,000万本以上、長編映画130万本以上を販売したと発表した。
- 2007年7月31日にAppleは30億曲目を販売したと発表した[42]。
- 2008年6月23日にAppleは累計で50億曲以上を販売したと発表した[43]。
- 2008年7月14日にAppleは、App Storeでのダウンロード数が3日間で1,000万本を超えたことを発表[44]。

## 販売促進
- スーパーボウル当日の2004年2月1日、Appleはペプシコと共同で、清涼飲料のボトルキャップ内に当選コードが印刷されていた場合に無料で楽曲をダウンロード（総計1億曲）できるキャンペーンを立ち上げると発表した。Appleがキャンペーンの1か月間延長を行ったにもかかわらず、ペプシはキャンペーン終了の1週間前までに主要な大都市圏へキャンペーン対象商品を出荷できなかった。スティーブ・ジョブズによると、引き替えられた楽曲はわずか500万曲に留まったという。しかし、ペプシは2005年1月31日に再度同様のキャンペーンを開始し、2億曲の楽曲に加えて1時間ごとに1台ずつiPod miniのプレゼントを行った。
- ペプシによるiTunesプロモーションの成功を受けて、ザ コカ・コーラ カンパニーも米国セブン-イレブンと提携、フローズン飲料Slurpeeの32オンスカップに印刷されたコードをiTunes Music Storeの専用ページで入力することにより、無料で楽曲をダウンロードできるプロモーションを2005年7月31日まで（コードは2005年8月31日まで有効）行った。コカ・コーラは同時期ヨーロッパにおいてiTunes Music Storeと競合する音楽配信サイトMyCokeMusic.comを運営していたが、2006年7月31日にサービスを終了している。
- 2005年7月28日にAppleはGAP社と共同で、GAP店舗でジーンズを試着すると無料でiTunes Music Storeから楽曲をダウンロードできるプロモーションを8月8日から8月31日まで行うと発表した。
- 2007年9月5日にAppleはスターバックスとの提携を発表。米国内のスターバックスで、店内BGMの曲名チェックや購入ができる “Now Playing” サービスを順次展開する予定である[45]。

## デザイン・クレジット
- デザイン・ディレクター：ロバート・コンドラク
- 主席 コンテンツ ヴィジュアルデザイナー：ラン　チ　ラム
- 主席 ユーザーインターフェイス ヴィジュアルデザイナー：マイケル　ダリウス
- 主席 ヴィジュアル インタラクション デザイナー：ティム・ワスコ
- プロダクション・デザイナー：アレキサンドリア・アンダーソン
- レーベル渉外担当：キャロリーン　ラサラ
- プロダクション・マネージャー：エリザベル・エリコ
- 主席ユーザーインターフェイスエンジニア：オリバー・クレヴェト
- 上席プロジューサー：ジェニファー・デミング

## iTunes Storeで楽曲配信を行っている日本のレコード会社・原盤製作会社
- アップフロントワークス
  - zetima
  - Misty Blue（相田翔子のデジタル・ダウンロード限定シングル「一輪」の販売のためのインディーズレーベル）
  - hachama
  - FREAM
  - PICCOLO TOWN
- エイベックス
- Key Sounds Label
- キングレコード
- サンライズ音楽出版
- NBCユニバーサル・エンターテイメントジャパン
- シンコーミュージック・エンタテイメント
- スクウェア・エニックス
  - タイトー
  - ZUNTATA RECORDS
- 徳間ジャパンコミュニケーションズ
- ドリーミュージック
- 日本コロムビア（「ポップ・ヒット・マーチ」などは一部ないディスクもあり、試聴することができる。）
- 日本ファルコム（ファルコムレーベル）
- バップ
- バンダイビジュアル
- ビーイング
- ソニー・ミュージックレーベルズ
  - ソニー・ミュージックレコーズ
  - エスエムイーレコーズ
  - ソニー・ミュージックアソシエイテッドレコーズ
  - エピックレコードジャパン
  - デフスターレコーズ
  - アリオラジャパン（旧：BMG JAPAN）
  - キューンミュージック
- JVCケンウッド・ビクターエンタテインメント
- フォーライフミュージックエンタテイメント
- プライエイド・レコーズ
  - ポリスター
- ポニーキャニオン
- ヤマハミュージックコミュニケーションズ
- ユニバーサル ミュージックLLC
- よしもとミュージック（旧：よしもとアール・アンド・シー）
- ランティス
- ワーナーミュージック・ジャパン

他、多数